# Claude Aubriet
Claude Aubriet (Moncetz 1665 - Paris 3 tháng 12 năm 1742) là một người vẽ tranh minh họa và họa sĩ thực vật học người Pháp sinh ra tại Châlons-sur-Marne.
Aubriet làm việc như là họa sĩ thực vật học tại Jardin du Roi ở Paris. Công việc của ông thu hút sự chú ý của nhà thực vật học Joseph Pitton de Tournefort (1656–1708), ông này đã sau đó đã giao cho Aubriet làm nhiệm vụ minh họa cho cuốn sách của ông mang tựa Elemens de Botanique xuất bản 1694. Từ năm 1700 đến 1702 Aubriet tháp tùng Tournefort trong một chuyến đi thám hiểm đến Trung Đông nơi ông được giao nhiệm vụ vẽ lại hệ thực vật trong vùng. Sau đó, Aubriet tiếp tục làm việc với nhiều nhà thực vật học khác tại Jardin du Roi.
Năm 1707 ông thay thế Jean Joubert (1643–1707) và làm việc như là họa sĩ thực vật học hoàng gia sau khi Joubert mất vào năm 1707. Aubriet về hưu năm 1735, và được thay thế bởi một trong các sinh viên của ông, Françoise Basseporte (1701–1780). Chi hoa Aubrieta được đặt theo tên Claude Aubriet.